# Algot Friman

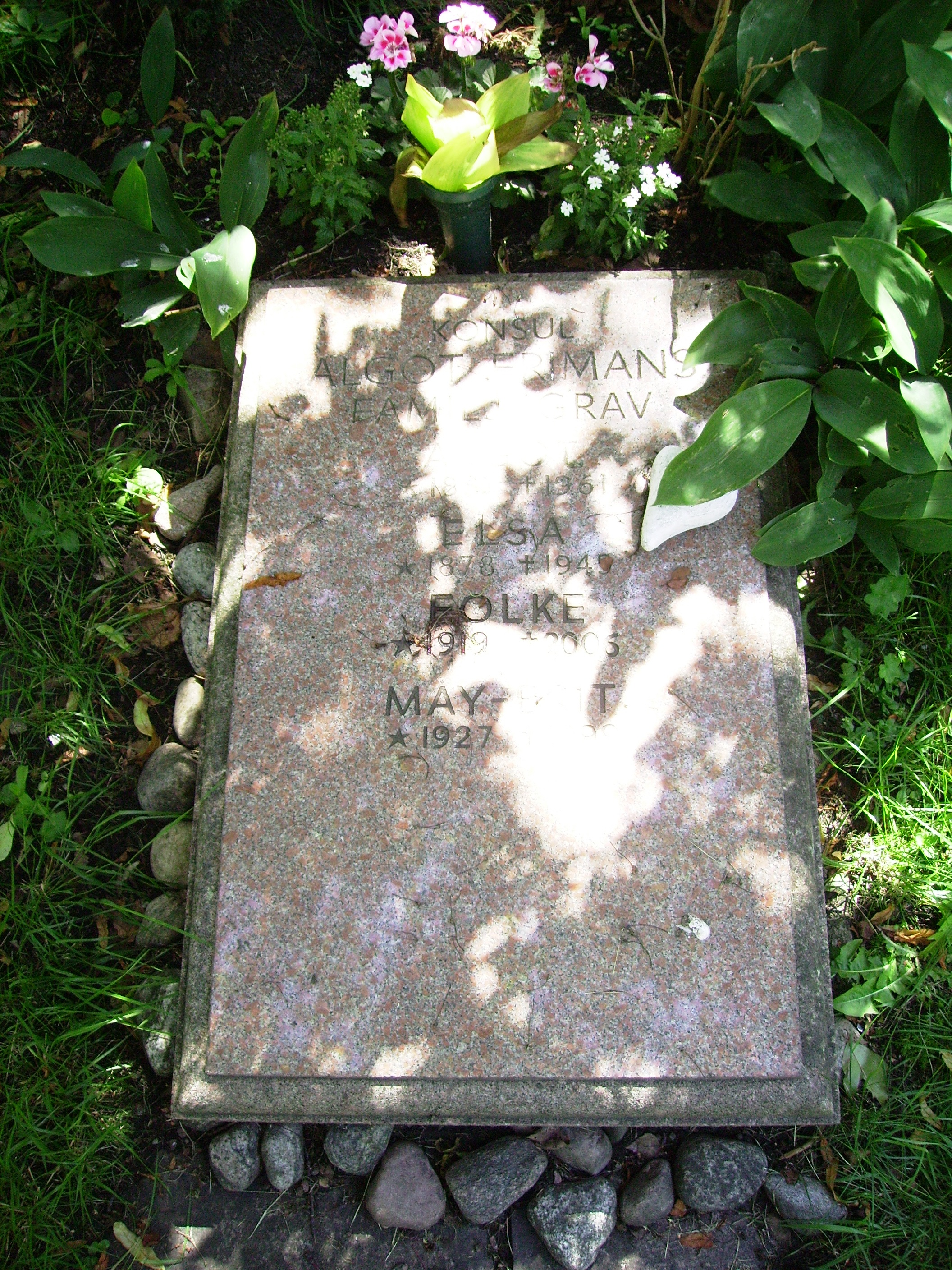
Algot Frimans gravvård på Östra kyrkogården i Göteborg.

Carl Algot Friman, född 31 augusti 1881 i Lofta församling i Kalmar län, död 18 november 1961 i Oskar Fredriks församling i Göteborg, var en svensk grosshandlare och i unga år framgångsrik idrottsman (kortdistanslöpare).

## Biografi
Algot Friman var elev vid Göteborgs handelsinstitut 1897–1899.
Han tävlade i friidrott för klubben IFK Stockholm och tog år 1900 silver och år 1901 guld på 100 meter vid SM.
Han avlade landstormsbefälexamen i Falun 1915, landstormskaptensexamen i Gottskär 1929. 
Friman blev 1911 VD i firman A. Karlson Metall- och Maskin AB i Stockholm och försäljningschef för Stora Kopparberg och Söderfors bruks Falukontor 1912. Han övertog grosshandlarfirman Ivar Müntzing & Co i Göteborg 1915, som han 1922 omvandlade till aktiebolag. Firman handlade med järn, metaller, maskiner, kemikalier, färger, filter, oljor, gummivaror och andra tekniska förnödenheter.
Under finska inbördeskriget övertog han verksamheten för Finlands vänners lokalkommitté i Göteborg.
Friman var en organisatör och idrottsman. Han grundade IFK:s centralstyrelse och var ledare av föreningen första skolungdomstävlingar i Stockholm. Han innehade svenskt rekord i löpning 150 meter, var nordisk mästare på 100 meter 1910 samt svensk mästare på 100 meter 1901 (tävlade då för IFK Stockholm, tid 11,8 sekunder).
Han var Finlands konsul för Västsverige 1919–1926.

## Familj
Algot Friman var son till kamrer P. Emil Friman och Alma Müntzing och far till Sven Friman. År 1906 gifte han sig med Elsa Biberg, dotter till grosshandlaren Erik Biberg och Emelie Andersson.
Algot Friman blev gravsatt på Östra kyrkogården, Göteborg.

## Personliga rekord
- 100 m: 11,4 s (Stockholm,  19 maj 1901)[5]
- Tresteg: 11,98 m (Stockholm,  9 juni 1901)[5]